# آمبوردره پایین
آمبوردره پایین (به لاتین: Aşağı Amburdərə) یک منطقه مسکونی در جمهوری آذربایجان است که در شهرستان لریک واقع شده است. این روستا ۵۳۹ نفر جمعیت دارد.